# Teișori, Giurgiu
Teișori (în trecut, Găureni) este un sat în comuna Bulbucata din județul Giurgiu, Muntenia, România. Este situat în partea de nord a județului.